# Nono Konopka
Nono Konopka (* 1993 in Portugal) ist ein Autor und Filmproduzent. Bekannt wurde er durch den Dokumentarfilm Biking Borders – Eine etwas andere Reise.

## Leben und Schaffen
Konopka wurde 1993 in Portugal geboren und wuchs in Eckernförde auf. Dort besuchte er die Peter-Ustinov-Schule und erhielt sein Abitur. In den Niederlanden studierte Konopka an der Fontys Marketing und Management. Während dieser Zeit reiste er durch Australien, Asien und Zentralamerika.
Im Anschluss an sein Studium begann Konopka zusammen mit Maximilian Jabs das Projekt Biking Borders. Dafür fuhren die beiden zwischen 2018 und 2019 mit dem Fahrrad von Berlin nach Peking. Die Reise erstreckte sich über zehn Monate, in welchen Konopka und Jabs rund 20 Länder durchquerten. Grund für die Reise war es, Spenden für den Aufbau von Schulen in Guatemala zu sammeln. Hierfür wurden während der Reise regelmäßig Videomaterialien auf Social-Media-Plattformen hochgeladen, um die Spendenziele zu erreichen. Weiterhin veröffentlichten die beiden nach jeder Etappe kurze Reiseberichte in der Eckernförder Zeitung.
Das Projekt wurde von Prominenten unterstützt, darunter auch Ashton Kutcher. Das Spendensammeln wurde nach Beendigung der Reise fortgesetzt; unter anderem wurden Benefiztouren mit Joko Winterscheidt und Fynn Kliemann veranstaltet sowie Vorträge über das Projekt gehalten.
Aus der Reise entstand später der Film Biking Borders – Eine etwas andere Reise, welcher im Februar 2021 auf Netflix und Amazon Prime veröffentlicht wurde. Dafür wurde das während der Reise entstandene Videomaterial genutzt, in welchem Konopka und Jabs als Hauptakteure auftreten. Außerdem reisten Konopka und Jabs nach Guatemala, um dort die Eröffnung der von den Spenden finanzierten Grundschule zu filmen. Neben seiner Arbeit vor und hinter der Kamera war Konopka zudem Produzent des Dokumentarfilms.
Einen Monat später veröffentlichte Konopka das Buch Lektionen für ein richtig gutes Leben auf Kailash, einem Verlag der Penguin Random House Gruppe. Das Buch behandelt seine Erfahrungen aus dem Dokumentarfilm. Es erreichte Platz 9 der Spiegel-Bestseller-Liste. Weiterhin ist Konopka als öffentlicher Sprecher tätig.
2023 war Konopka Mitgründer von Lanch, einem Startup-Unternehmen im Bereich Restaurantmanagement und -marketing. Durch das Unternehmen vertreiben verschiedene Personen des öffentlichen Lebens wie Jens Knossalla, Trymacs und Luciano eigene Essensmarken in bestehenden Restaurants.

## Filmografie
- 2021: Biking Borders – Eine etwas andere Reise (Kamera, Produzent)

## Publikationen
- 2021: Lektionen für ein richtig gutes Leben. Kailash, München. ISBN 978-3-424-63219-4.